# Physoconops weemsi
Physoconops weemsi är en tvåvingeart som beskrevs av Camras 2007. Physoconops weemsi ingår i släktet Physoconops och familjen stekelflugor. Inga underarter finns listade i Catalogue of Life.